# Mimmi Wikstedt
| jaar | rang enkelspel |
| ---- | -------------- |
| 1975 | 115            |
| 1976 | 61             |
| 1977 | 77             |
| 1978 | 83             |
| 1979 | 119            |
| 1980 | 216            |
| 1981 | 147            |

Marie (Mimmi) Wikstedt (Stockholm, 30 april 1954 – Båstad, 9 juni 2019) was een tennisspeelster uit Zweden. Haar favoriete ondergrond was gras. Wikstedt was actief in het internationale tennis van 1972 tot en met 1982.

## Loopbaan

### Haar eerste jaar
Daags na haar achttiende verjaardag (1 mei 1972) begon Wikstedt haar internationale carrière in Engeland, op het Rothmans Sutton Hard Court-kampioenschap. In de maanden mei en juni maakte zij een ronde langs het Rothmans-circuit, vanuit Sutton naar Bournemouth, Guildford, Chingford (waar zij met landgenote Margareta Strandberg de dubbelspelfinale bereikte) en Surbiton, gevolgd door een toernooi in Nottingham waar zij in het enkelspel de kwartfinale bereikte. Aansluitend doorstond zij het kwalificatietoernooi voor het enkelspel van Wimbledon niet. Wèl had zij haar grandslamdebuut op het gemengd dubbelspel, samen met de Australiër Ernie Ewert – zij bereikten er de tweede ronde. Daarna reisde zij terug naar Zweden, om deel te nemen aan het Zweeds kampioenschap, waarna zij de rest van het jaar geen internationale optredens meer had.

### Enkelspel
In de eerste maanden van 1973 speelde Wikstedt op overdekte toernooien in Scandinavië en Duitsland, met een halve finale in Bremen. Navolgend nam zij op Roland Garros ook aan het enkelspel aan een grandslamtoernooi deel. Een maand later won zij haar eerste grandslampartij op Wimbledon, door de Britse Annette Coe te verslaan.
Wikstedt bereikte in het enkelspel nooit een finale. Haar beste toernooiresultaat is het bereiken van de halve finale op het WTA-toernooi van Christchurch (Nieuw-Zeeland) in 1978, onder meer door het verslaan van de Australische Lesley Hunt.
Haar beste resultaat op de grandslamtoernooien is het bereiken van de derde ronde, op Wimbledon 1979. Haar hoogste notering op de WTA-ranglijst is de 61e plaats, die zij bereikte in december 1976.

### Dubbelspel
Wikstedt behaalde in het dubbelspel betere resultaten dan in het enkelspel. Meteen aan het begin van 1973 won zij met landgenote Ingrid Bentzer de titel op het Scandinavian Indoor-toernooi van Helsinki – in de finale versloegen zij het Britse koppel Lindsey Beaven en Jackie Fayter. Met de zelfde partner had Wikstedt haar grandslamdebuut in het vrouwendubbelspel op Roland Garros. Haar eerste grandslampartijwinst kwam pas drie jaar later, op Wimbledon 1976, waar zij aan de zijde van de Amerikaanse Susan Mehmedbasich tot de derde ronde kwam.
Haar beste resultaat op de grandslamtoernooien is het bereiken van de kwartfinale, op Wimbledon 1977, met de Amerikaanse Jane Stratton. Met deze partner speelde zij in de jaren 1977 en 1978 veel samen – zij bereikten vijf WTA-finales, waarvan zij er twee wonnen. In totaal won Wikstedt zeven WTA-titels, de laatste in 1982 in Greenville (VS), samen met de Australische Chris O'Neil.

#### Gemengd dubbelspel
In deze discipline bereikte Wikstedt de kwartfinale, op Wimbledon 1975, weer met de Australiër Ernie Ewert met wie zij ook nog in 1976 en 1977 aan Wimbledon deelnam.

### Tennis in teamverband
In de periode 1973–1981 maakte Wikstedt deel uit van het Zweedse Fed Cup-team – zij vergaarde daar een winst/verlies-balans van 11–10.

### Na de actieve loopbaan
Wikstedt was twintig jaar coach bij de Lidingö Tennisklubb (nabij Stockholm). Daarna deed zij dit nog tien jaar bij de Båstad Tennissällskap. Na een lang ziekbed overleed zij op 65-jarige leeftijd in Båstad.

## Palmares

### Finaleplaatsen enkelspel
geen

### Finaleplaatsen vrouwendubbelspel
| nr.              | finale     | toernooi       | ondergrond    | partner          | tegenstandsters                     | score         | ref    |
| ---------------- | ---------- | -------------- | ------------- | ---------------- | ----------------------------------- | ------------- | ------ |
| gewonnen finales |            |                |               |                  |                                     |               |        |
| 1.               | 1973-02-04 | WTA Helsinki   | tapijt (i)    | Ingrid Bentzer   | Lindsey Beaven Jackie Fayter        | 6-0, 6-3      | [ 17 ] |
| 2.               | 1976-07-11 | WTA Båstad     | gravel        | Isabel Fernández | Lesley Hunt Renáta Tomanová         | 6-1, 7-6      | [ 19 ] |
| 3.               | 1976-07-18 | WTA Kitzbühel  | gravel        | Helena Anliot    | Katja Ebbinghaus Heidi Eisterlehner | 6-4, 2-6, 7-5 | [ 20 ] |
| 4.               | 1977-06-04 | WTA Beckenham  | gras          | Jane Stratton    | Bunny Bruning Sharon Walsh          | 6-3, 6-0      | [ 21 ] |
| 5.               | 1978-02-26 | WTA San Juan   | hardcourt     | Jane Stratton    | Ann Kiyomura Valerie Ziegenfuss     | 7-5, 2-6, 6-3 | [ 22 ] |
| 6.               | 1982-02-21 | WTA Nashville  | tapijt (i)    | Chris O'Neil     | Sheila McInerney Jane Preyer        | 6-4, 7-6      | [ 23 ] |
| 7.               | 1982-02-28 | WTA Greenville | hardcourt (i) | Chris O'Neil     | Elizabeth Gordon Kim Steinmetz      | 3-6, 6-3, 6-4 | [ 24 ] |
| verloren finales |            |                |               |                  |                                     |               |        |
| 1.               | 1978-02-12 | WTA Toronto    | hardcourt (i) | Jane Stratton    | Bunny Bruning Sharon Walsh          | 4-6, 5-7      | [ 25 ] |
| 2.               | 1978-02-19 | WTA Montréal   | hardcourt (i) | Jane Stratton    | Ann Kiyomura Laura duPont           | 4-6, 6-3, 4-6 | [ 26 ] |
| 3.               | 1978-03-25 | WTA Atlanta    |               | Jane Stratton    | Ann Kiyomura Valerie Ziegenfuss     | 3-6, 4-6      | [ 27 ] |
| 4.               | 1979-08-19 | WTA Toronto    | hardcourt     | Chris O'Neil     | Lea Antonoplis Dianne Evers         | 6-2, 1-6, 3-6 | [ 28 ] |
| 5.               | 1982-03-21 | WTA Austin     | tapijt (i)    | Jan O'Neill      | Patricia Medrado Cláudia Monteiro   | 0-6, 1-6      | [ 29 ] |

## Resultaten grandslamtoernooien
| Legenda | Legenda                          |
| ------- | -------------------------------- |
| g.t.    | geen toernooi gehouden           |
| l.c.    | lagere categorie                 |
| –       | niet deelgenomen                 |
| G       | uitgeschakeld in de groepsfase   |
| 1R      | uitgeschakeld in de eerste ronde |
| 2R      | uitgeschakeld in de tweede ronde |
| 3R      | uitgeschakeld in de derde ronde  |
| 4R      | uitgeschakeld in de vierde ronde |
| KF      | uitgeschakeld in de kwartfinale  |
| HF      | uitgeschakeld in de halve finale |
| F       | de finale verloren               |
| W       | het toernooi gewonnen            |
| w-v     | winst/verlies-balans             |

### Enkelspel
| Australian Open | –  | 2R | –  | –  | –  | –  | 1R | –  |
| Roland Garros   | 1R | 1R | –  | –  | –  | 1R | –  | –  |
| Wimbledon       | 2R | 2R | 1R | 1R | 1R | 1R | 3R | 2R |
| US Open         | –  | –  | 1R | 1R | 1R | 1R | 1R | –  |

### Vrouwendubbelspel
| toernooi        | 1973 | 1974 | 1975 | 1976 | 1977 | 1977 | 1978 | 1979 | 1980 | 1981 | 1982 |
| --------------- | ---- | ---- | ---- | ---- | ---- | ---- | ---- | ---- | ---- | ---- | ---- |
| Australian Open | –    | 1R   | –    | –    | –    | –    | –    | 2R   | –    | 2R   | –    |
| Roland Garros   | 1R   | –    | –    | –    | –    | –    | 1R   | 2R   | –    | 1R   | 1R   |
| Wimbledon       | 1R   | –    | 1R   | 3R   | KF   | KF   | 2R   | 1R   | –    | –    | 1R   |
| US Open         | –    | –    | 1R   | 2R   | 2R   | 2R   | 1R   | 3R   | 2R   | –    | –    |

### Gemengd dubbelspel
| toernooi        | 1972 |      | 1975 | 1976 | 1977 | 1977 |
| --------------- | ---- | ---- | ---- | ---- | ---- | ---- |
| Australian Open | g.t. | g.t. | g.t. | g.t. | g.t. |      |
| Roland Garros   | –    | –    | –    | –    | –    |      |
| Wimbledon       | 2R   | KF   | 2R   | 2R   | 2R   |      |
| US Open         | –    | –    | –    | –    | –    |      |